# Barbara Hershey
Barbara Lynn Herzstein o Barbara Hershey (Hollywood, Califòrnia, Estats Units, 5 de febrer del 1948) és una actriu i activista estatunidenca.
Entre les seves pel·lícules més notables es troben Boxcar Bertha, Hannah i les seves germanes de Woody Allen, L'ull públic, L'última temptació de Crist de Martin Scorsese, L'ens, Retrat d'una dama de Jane Campion, Black Swan (Cigne negre) i la reeixida pel·lícula de por Insidious.

## Biografia
Va començar a destacar en l'actuació amb la sèrie de TV Els Monroe, que va perdurar per una temporada.
Actualment dona vida a Cora, la mare de la Reina Malvada en la sèrie televisiva Once Upon a Time.
Un dels seus papers més reconeguts va ser el de María Magdalena en L'última temptació de Crist.

## Vida privada
Va conviure amb l'actor David Carradine entre 1969 i 1975 i amb l'actor Naveen Andrews des del 1999 fins a l'any 2010.

## Filmografia
Les seves pel·lícules més destacades són:

### Cinema
- 1968: With Six You Get Eggroll de Howard Morris: Stacey Iverson
- 1968: Heaven with a Gun, de Lee H. Katzin: Leloopa
- 1969: Last Summer, de Frank Perry: Sandy
- 1970: No es compra el silenci (The Liberation of L.B. Jones), de William Wyler: Nella Mundine
- 1970: The Baby Maker de James Bridges: Tish Gray
- 1971: Buscant la felicitat (The Pursuit of Happiness) de Robert Mulligan: Jane Kauffman
- 1972: Dealing: Or the Berkeley-to-Boston Forty-Brick Lost-Bag Blues de Paul Williams: Susan
- 1972: Boxcar Bertha, de Martin Scorsese: 'Boxcar' Bertha Thompson
- 1973: Love Comes Quietly de Nikolai van der Heyde: Angela[3]
- 1974: The Crazy World of Julius Vrooder d'Arthur Hiller: Zanni[3]
- 1975: You and Me de David Carradine: serventa[3]
- 1975: Diamonds de Menahem Golan: Sally[3]
- 1976: Trial by Combat de Kevin Connor: Marion Evans
- 1976: Els últims homes durs (The Last Hard Men) d'Andrew V. McLaglen: Susan Burgade
- 1980: The Stunt Man, de Richard Rush: Nina Franklin
- 1981: Americana de David Carradine: la filla de Jess
- 1981: Take This Job and Shove It de Gus Trikonis: J. M. Halstead
- 1982: L'ens (The Entity), de Sidney J. Furie: Carla Moran
- 1983: Escollits per a la glòria (The Right Stuff), de Philip Kaufman: Glennis Yeager
- 1984: El millor (The Natural), de Barry Levinson: Harriet Bird
- 1986: Hannah i les seves germanes (Hannah and Her Sisters), de Woody Allen: Lee
- 1986: Més que ídols (Hoosiers), de David Anspaugh: Myra Fleener
- 1987: Tin Men de Barry Levinson: Nora Tilley
- 1987: Shy People d'Andrei Kontxalovski: Ruth
- 1988: A World Apart, de Chris Menges: Diana Roth
- 1988: The Last Temptation of Christ, de Martin Scorsese: Mary Magdalene
- 1988: Beaches, de Garry Marshall: Hillary Whitney Essex
- 1990: Tune in Tomorrow…, de Jon Amiel: tia Julia
- 1991: Defenseless, de Martin Campbell: Thelma "T. K." Knudsen Katwuller
- 1992: L'espiavides (The Public Eye), de Howard Franklin: Kay Levitz
- 1993: Un dia de fúria (Falling Down), de Joel Schumacher: Elizabeth "Beth" Travino
- 1993: Rebels del swing (Swing Kids) de Thomas Carter: Frau Müller
- 1993: Splitting Heirs, de Robert Young: duquessa Lucinda
- 1993: Una dona perillosa (A Dangerous Woman), de Stephen Gyllenhaal: Frances Beechum
- 1995: Last of the Dogmen, de Tab Murphy: Prof. Lillian Diane Sloan
- 1996: Un amic desconegut (The Pallbearer), de Matt Reeves: Ruth Abernathy
- 1996: Retrat d'una dama (The Portrait of a Lady), de Jane Campion: Madame Serena Merle
- 1998: Frogs for Snakes d'Amos Poe: Eva
- 1998: La filla d'un soldat no plora mai (A Soldier's Daughter Never Cries) de James Ivory: Marcella Willis
- 1999: Breakfast of Champions d'Alan Rudolph: Celia Hoover
- 1999: Passion: The Story of Percy Grainger de Peter Duncan: Rose Grainger
- 1999: Drowning on Dry Land de Carl Colpaert: Kate
- 2001: Lantana de Ray Lawrence: Dra. Valerie Somers
- 2003: 11:14 de Greg Marcks: Norma
- 2004: Riding the Bullet de Mick Garris: Jean Parker
- 2004: The Bird can't fly de Threes Anna: Melody
- 2007: Love Comes Lately de Jan Schütte: Rosalie
- 2008: Uncross the Repartiment de Kenny Golde: Hilda
- 2008: Childless de Charlie Levi: Natalie
- 2009: Albert Schweitzer de Gavin Millar: Helene Schweitzer
- 2010: El cigne negre (Black Swan) de Darren Aronofsky: Erica Sayers
- 2010: Insidious de James Wan: Lorraine Lambert
- 2011: Answers to Nothing de Matthew Leutwyler: Marilyn
- 2013: Insidious Chapter 2 de James Wan: Lorraine Lambert
- 2014: Sister de David Lasche

## Premis i nominacions[4]

### Premis Oscar
| Any  | Categoria                | Pel·lícula             | Resultat |
| ---- | ------------------------ | ---------------------- | -------- |
| 1996 | Millor actriu secundària | The Portrait of a Lady | Nominada |

### Premis Globus d'Or
| Any  | Categoria                             | Pel·lícula                    | Resultat   |
| ---- | ------------------------------------- | ----------------------------- | ---------- |
| 1989 | Millor actriu secundària              | The Last Temptation of Christ | Nominada   |
| 1990 | Millor actriu en minisèrie o telefilm | A Killing in a Small Town     | Guanyadora |
| 1997 | Millor actriu secundària              | The Portrait of a Lady        | Nominada   |

### Premis BAFTA
| Any  | Categoria                | Pel·lícula                  | Resultat |
| ---- | ------------------------ | --------------------------- | -------- |
| 1987 | Millor actriu secundària | Hannah i les seves germanes | Nominada |
| 2011 | Millor actriu secundària | Black Swan                  | Nominada |

### Premis Emmy
| Any  | Categoria                            | Pel·lícula                | Resultat   |
| ---- | ------------------------------------ | ------------------------- | ---------- |
| 1990 | Millor actriu - Minisèrie o especial | A Killing in a Small Town | Guanyadora |
| 1991 | Millor actriu - Minisèrie o especial | Paris Trout               | Nominada   |

### Festival de Cinema de Cannes
| Any  | Categoria     | Pel·lícula    | Resultat   |
| ---- | ------------- | ------------- | ---------- |
| 1987 | Millor actriu | Shy People    | Guanyadora |
| 1988 | Millor actriu | A World Apart | Guanyadora |